# Medaglia della difesa di Kars
La medaglia della difesa di Kars fu una medaglia militare conferita dal sultano Abdülmecid I ai soldati dell'impero ottomano e inglese che presero parte alla difesa della città di Kars nel 1855, nell'ambito della guerra di Crimea. La città di Kars, nel nordest della Turchia, era possedimento ottomano dal 1378. Nel corso del XIX secolo divenne un frequente obbiettivo dell'esercito russo per la sua posizione strategica. Della decorazione venne insignito anche il generale inglese Fenwick Williams, comandante delle truppe inglesi nell'operazione.

## Insegne
- La  medaglia consisteva in un disco d'oro o d'argento riportante sul diritto il tughra del sultano ottomano inscritto in una corona d'alloro. Sul retro si trovava la raffigurazione della città e della fortezza di Kars sovrastata dalla bandiera ottomana issata su un'asta, sotto la quale si trova un cartiglio con la scritta in arabo "Kars" e la data 1272 (1855 dell'era cristiana).
- Il nastro era rosso con una striscia verde per parte.